# Spetståg
Spetståg (Juncus acutiflorus) är en tågväxtart som beskrevs av Jakob Friedrich Ehrhart och Franz Georg Hoffmann. Enligt Catalogue of Life ingår Spetståg i släktet tåg och familjen tågväxter, men enligt Dyntaxa är tillhörigheten istället släktet tåg och familjen tågväxter. Arten förekommer tillfälligt i Sverige, men reproducerar sig inte. Inga underarter finns listade i Catalogue of Life.

## Bildgalleri

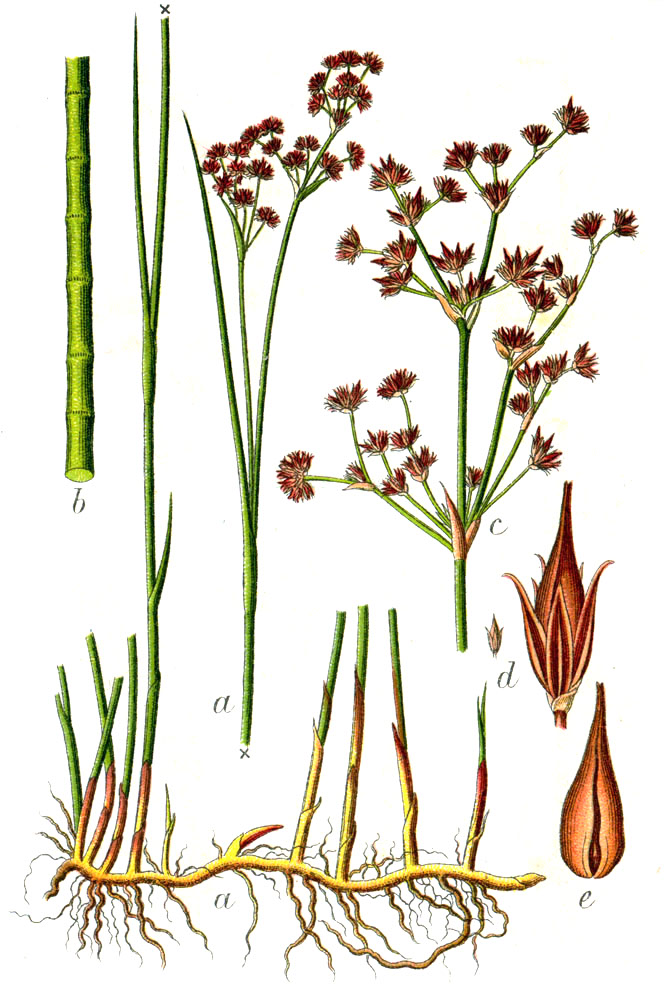
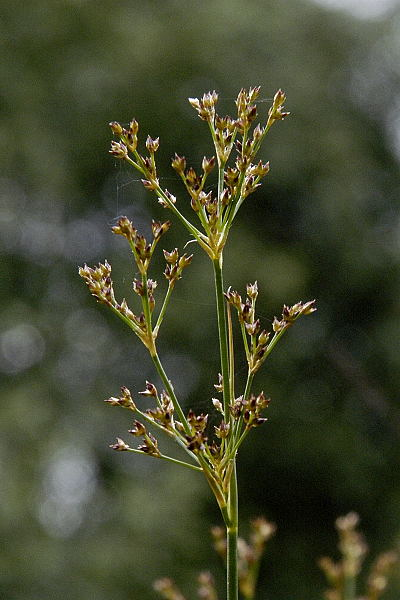
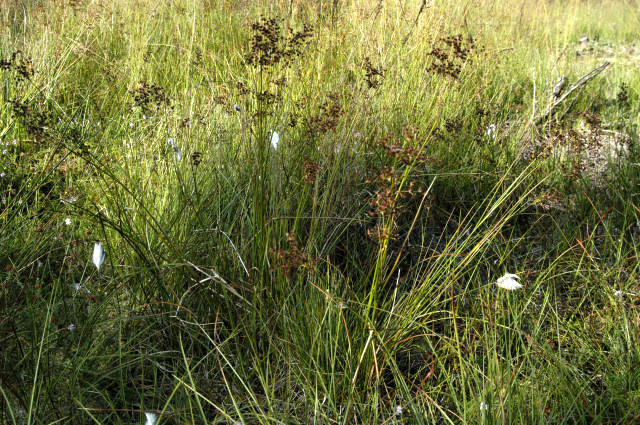
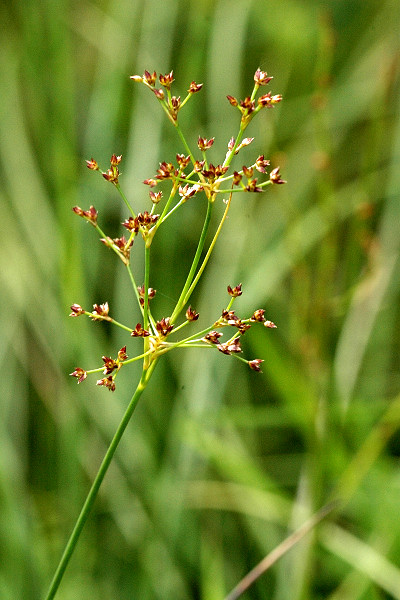
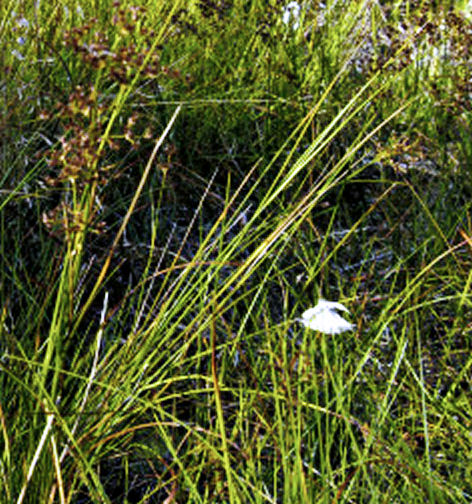
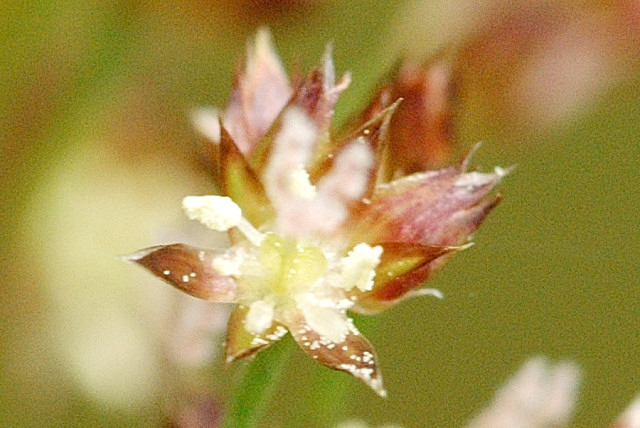